# Fenômeno lunar transitório

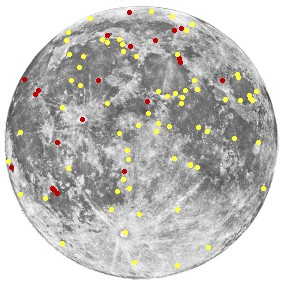
Este mapa, baseado em uma pesquisa de 300 fenômenos lunares transitórios realizada por en e en, mostra a distribuição aproximada dos eventos observados.

Um fenômeno lunar transitório ou fenômeno transitório lunar é uma mudança de curta duração na luz, cor ou aparência na superfície da Lua. O termo foi criado por Patrick Moore [en] em sua coautoria no Relatório Técnico da NASA R-277 Chronological Catalog of Reported Lunar Events, publicado em 1968.
As alegações de fenômenos lunares de curta duração remontam a pelo menos 1.000 anos, sendo que alguns foram observados independentemente por várias testemunhas ou cientistas de renome. No entanto, a maioria dos relatos de fenômenos lunares transitórios é irreproduzível e não possui experimentos de controle adequados que poderiam ser usados para distinguir entre hipóteses alternativas para explicar suas origens.
A maioria dos cientistas lunares reconhece que eventos transitórios, como a desgaseificação e a formação de crateras de impacto, ocorrem ao longo do tempo geológico. A controvérsia está na frequência desses eventos.

## Descrição de eventos
Os relatos de fenômenos lunares transitórios variam de manchas de neblina a mudanças permanentes na paisagem lunar. Cameron classifica esses fenômenos como (1) gasosos, envolvendo névoas e outras formas de obscurecimento, (2) colorações avermelhadas, (3) colorações verdes, azuis ou violetas, (4) clareamentos e (5) escurecimentos. Existem dois catálogos extensos de fenômenos lunares transitórios, sendo que o mais recente conta com 2.254 eventos que remontam ao século VI. Dos eventos mais confiáveis, pelo menos um terço vem das proximidades da  cratera Aristarchus.

### Antes de 1700
- Em 18 de junho de 1178, cinco ou mais monges de Cantuária relataram uma agitação na Lua logo após o pôr do sol:

Havia uma lua nova brilhante e, como de costume nessa fase, seus chifres estavam inclinados para o leste; e, de repente, o chifre superior se dividiu em dois. Do ponto médio dessa divisão surgiu uma tocha flamejante que expeliu, a uma distância considerável, fogo, brasas e faíscas. Enquanto isso, o corpo da lua, que estava abaixo, contorcia-se, por assim dizer, em ansiedade e, para usar as palavras daqueles que me relataram o fato e o viram com seus próprios olhos, a lua latejava como uma cobra ferida. Depois disso, ela voltou ao seu estado normal. Esse fenômeno se repetiu uma dúzia de vezes ou mais, com a chama assumindo várias formas retorcidas ao acaso e depois voltando ao normal. Depois dessas transformações, a lua, de chifre em chifre, ou seja, em toda a sua extensão, assumiu uma aparência negra.
Essa descrição parece estranha, talvez devido à falta de compreensão dos fenômenos astronômicos por parte do escritor e dos espectadores. Em 1976, Jack Hartung propôs que isso descrevia a formação da cratera Giordano Bruno [en]. No entanto, estudos mais recentes sugerem que parece muito improvável que o evento 1178 tenha sido relacionado à formação da cratera Giordano Bruno ou que tenha sido um verdadeiro fenômeno lunar transitório. Os milhões de toneladas de detritos lunares ejetados de um impacto grande o suficiente para deixar uma cratera de 22 km de largura teriam resultado em uma chuva de meteoros de uma semana, intensa e sem precedentes na Terra. Não foram encontrados relatos de uma tempestade tão memorável em nenhum registro histórico conhecido, incluindo vários arquivos astronômicos de todo o mundo. Em vista disso, suspeita-se que o grupo de monges (as únicas testemunhas conhecidas do evento) tenha visto a explosão atmosférica de um meteoro que se aproximava diretamente em alinhamento casual, a partir de seu ponto de vista específico, com a Lua muito mais distante.
- Em 26 de novembro de 1540, um fenômeno transitório apareceu entre o Mare Serenitatis e o Mare Imbrium. Esse evento é retratado em uma xilogravura contemporânea.[7]

### 1701-1800
- Na noite de 16 de agosto de 1725, o astrônomo italiano Francesco Bianchini viu uma luz avermelhada se espalhar pelo chão da cratera Plato [en], "como uma barra que se estendia de uma extremidade à outra" ao longo do eixo principal da forma elíptica encurtada da cratera.[8]

- Durante a noite de 19 de abril de 1787, o astrônomo britânico Sir William Herschel notou três pontos brilhantes vermelhos na parte escura da Lua.[9] Ele informou o Rei George III e outros astrônomos sobre suas observações. Herschel atribuiu os fenômenos à erupção de vulcões e percebeu que a luminosidade do mais brilhante dos três era maior do que o brilho de um cometa que havia sido descoberto em 10 de abril. Suas observações foram feitas enquanto uma aurora boreal (luzes do norte) ondulava sobre Pádua, na Itália.[10] A atividade da aurora tão ao sul do Círculo Polar Ártico era muito rara. A exibição de Pádua e as observações de Herschel ocorreram alguns dias antes do número de manchas solares atingir o pico em maio de 1787.

- Em dezembro de 1787, um ponto luminoso foi visto por um observador maltês chamado d'Angos.[11]

- Em 26 de setembro de 1789, o astrônomo alemão Johann Hieronymus Schröter notou uma mancha de luz perto do sopé oriental dos Montes Alpes [en]. Ele foi visto no lado noturno da Lua e parecia uma estrela de Magnitude 5 a olho nu.[12]

- Em 15 de outubro de 1789, J.H. Schröter observou duas explosões brilhantes de luz, cada uma delas composta de muitas faíscas pequenas e separadas, aparecendo no lado noturno da Lua perto da cratera Plato e do Mare Imbrium.[13]

- Em 1790, Sir William Herschel viu uma ou mais aparições semelhantes a estrelas na Lua eclipsada.[11]

- Em 1 e 2 de novembro de 1791, J.H. Schröter notou a cratera Posidonius A em forma de tigela no chão da cratera Posidonius [en] sem sombra interna.[14]

- Em 1794, circulou um relato de que era possível ver um vulcão na Lua a olho nu.[11]

### 1801-1900
- Entre 1830 e 1840, o astrônomo alemão Johann Heinrich von Mädler [en] observou uma forte coloração avermelhada bem a leste da cratera Lichtenberg no Oceanus Procellarum.[15]

- Em 24 de novembro de 1865, Williams e dois outros observaram por uma hora e meia uma mancha brilhante distinta como uma estrela de magnitude 8 no lado escuro perto da cratera Carlini [en] no Mare Imbrium.[16]

- Em 1866, o experiente observador lunar e cartógrafo J. F. Julius Schmidt afirmou que a cratera Linné [en] havia mudado sua aparência. Com base em desenhos feitos anteriormente por J. H. Schröter, bem como em observações e desenhos pessoais feitos entre 1841 e 1843, ele afirmou que a cratera "no momento da iluminação oblíqua não pode ser vista de forma alguma",[17] ao passo que com iluminação alta, ela era visível como um ponto brilhante. Com base em observações repetidas, ele afirmou ainda que "Linné nunca pode ser vista sob qualquer iluminação como uma cratera do tipo normal" e que "ocorreu uma mudança local". Hoje, Linné é visível como uma cratera de impacto jovem normal com um diâmetro de cerca de 2,4 km.

- Em 4 de janeiro de 1873, o astrônomo francês Étienne Léopold Trouvelot [en] observou a cratera Kant [en], que estava "cheia de névoa".[18]

- Em 31 de agosto de 1877, o astrônomo amador inglês Arthur Stanley Williams [en] notou uma espécie de brilho fosforescente na parte sul sombreada da planície murada da cratera Plato.[19]

- Em 6 e 7 de agosto de 1881, o astrônomo alemão Hermann Joseph Klein [en] observou a região das crateras Aristarchus e Herodotus [en] e notou um forte brilho violeta com algum tipo de nebulosidade.[20]

- Em 27 de março de 1882, A.S. Williams viu o assoalho da cratera Plato ao nascer do sol "brilhando com um curioso tipo de luz leitosa".[21]

- Em 3 de julho de 1882, vários residentes de Lebanon, Connecticut, observaram duas protuberâncias luminosas piramidais no limbo superior da Lua. Elas não eram grandes, mas davam à Lua uma aparência impressionante, como a de uma coruja com chifres ou a cabeça de um bull terrier inglês.[22]

- Em 19 de fevereiro de 1885, Gray viu uma pequena cratera perto da cratera maior, Hércules [en], brilhar em vermelho escuro "com contraste vívido".[23]

- Em 21 de fevereiro de 1885, Knopp observou manchas vermelhas na cratera Cassini [en].[23]

- Em 1887, o astrônomo amador e selenógrafo francês Casimir Marie Gaudibert [en] notou uma mancha branca temporária na parte central da cratera Herodotus.[24]

- Em uma noite de 1892, o astrônomo americano Edward Barnard encontrou o fundo da cratera Thales [en] cheio de uma névoa luminosa.[25]

- Entre 1891 e 1897, o astrônomo americano William Henry Pickering fez desenhos de uma provável erupção de vapor da cratera Schröter [en].[26]

- Uma fotografia feita em 26 de agosto de 1898 mostra a cratera Posidonius C, em forma de tigela, no assoalho da cratera Posidonius, como um ponto brilhante sem sombra, embora o terminador (limite entre o dia e a noite) estivesse próximo.[27]

### 1901-1950
- Uma fotografia feita em 30 de setembro de 1901 mostra a cratera em forma de tigela Posidonius C como um ponto brilhante alongado sem sombra, embora a fotografia tenha sido feita pouco antes do pôr do sol na cratera Posidonius.[27]

- Em 1902, o astrônomo francês Albert Charbonneaux, usando o telescópio refrator Meudon de 33 polegadas no Observatório de Paris, notou uma pequena nuvem branca a oeste da cratera Theaetetus [en].[28]

- Em 1905, o astrônomo alemão Friedrich Simon Archenhold observou um ponto brilhante no local da cratera Posidonius C no piso da cratera Posidonius.[29]

- Em 19 de maio de 1912, o astrônomo austríaco e pioneiro em foguetes Max Valier notou uma pequena área brilhante vermelha no lado noturno da Lua.[23]

- Em janeiro de 1913, William Henry Pickering observou a última de uma série de erupções de algum tipo de material branco na cratera Eimmart [en].[30]

- Em 15 de junho de 1913, o engenheiro civil e astrônomo britânico William Maw [en] observou uma "pequena mancha avermelhada" na cratera Sul [en].[31]

- Em 22 de fevereiro de 1931, Joulia observou um brilho avermelhado na cratera Aristarchus. No mesmo ano (1931) e no mesmo local, o empresário britânico e astrônomo amador Walter Goodacre [en] observou um "brilho" azulado.[23]

- Em 17 de junho de 1931, N.J. Giddings e sua esposa observaram flashes de luz incomuns (fenômenos semelhantes a relâmpagos) no lado noturno da Lua.[32]

- Em 2 de agosto de 1939, o observador lunar britânico Patrick Moore notou que os detalhes internos da planície murada da cratera Schickard [en] estavam obliterados por uma extensa névoa.[25]

- Em 1940, o astrônomo amador americano David P. Barcroft (1897-1974) observou uma pronunciada cor marrom-avermelhada perto da cratera Lichtenberg em Oceanus Procellarum.[15]

- Em 10 de julho de 1941, o astrônomo amador americano Walter H. Haas [en] notou um ponto móvel de luz branca próximo à cratera Hansteen, na seção sul do Oceanus Procellarum.[33]

- Em 31 de agosto de 1944, o chão da planície murada da cratera Schickard parecia enevoado para o engenheiro e astrônomo amador Hugh Percy Wilkins [en], nascido no País de Gales. Algumas crateras menores, que normalmente são bem sombreadas, destacavam-se como manchas brancas sob um sol baixo.[25]

- Em 30 de janeiro de 1947, Harold Hill observou uma ausência anormal da sombra do pico principal no grupo central de montanhas da cratera Eratosthenes [en].[34]

- Em 15 de abril de 1948, F.H.Thornton, usando um refletor de 9 polegadas, observou a cratera Plato e notou um flash de luz minúsculo, mas brilhante, que ele descreveu como sendo muito parecido com o flash de um projétil AA explodindo no ar a uma distância de cerca de 16 quilômetros. Sua cor estava entre o laranja e o amarelo.[35]

- Em 20 de maio de 1948, o astrônomo amador britânico Richard M. Baum notou um brilho avermelhado a nordeste da cratera Philolaus [en], que ele observou por quinze minutos antes de sumir de vista. Três anos depois, ele observou outro brilho avermelhado a oeste da cratera Lichtenberg.[36]

- Em 10 de fevereiro de 1949, F.H.Thornton, usando um refletor de 18 polegadas, observou o Cobra Head do Vale de Schroter [en] e registrou um "sopro de vapor esbranquiçado obscurecendo detalhes por alguns quilômetros na área".[25]

- Em novembro de 1949, e também em junho e julho de 1950, Bartlett notou uma mancha branca na parte central da cratera Herodotus.[37]

### 1951-1960
- Em 1951, Richard Myer Baum (1930-2017) observou as regiões próximas à cratera Lichtenberg em Oceanus Procellarum e relatou uma coloração rosada que persistiu por um tempo e depois desapareceu.[38]

- Em 15 de novembro de 1953, o Dr. Leon Stuart fotografou um clarão lunar a aproximadamente 16 quilômetros a sudeste da cratera Pallas [en]. A duração do clarão foi de 8 a 10 segundos. De acordo com Bonnie Buratti [en], as coordenadas do objeto impactado são 3,88° de latitude / 357,71° de longitude.

- Em 11 de maio de 1954, Peter Cattermole observou o desaparecimento das montanhas centrais da cratera Eratóstenes, embora os detalhes ao redor permanecessem claramente visíveis.[25]

- Em 1954, Patrick Moore detectou curiosas características semelhantes a raios cruzando a cratera Helmholtz [en].[39]

- Em 25 de junho de 1955, o montanhista e astrônomo amador Axel Firsoff [en] observou uma névoa fraca na cratera Theophilus.[25]

- Em 15 de julho de 1955, Axel Firsoff observou a cratera Herodotus, que tinha um "pseudo pico central" projetando uma sombra.[40]

- Em 16 e 17 de janeiro de 1956, Robert Miles, de Woodland, Califórnia, notou um flash de luz branca ou azul brilhante a leste do Mare Crisium.[41]

- Em 2 de novembro de 1958, o astrônomo russo Nikolai Aleksandrovich Kozyrev [en] observou uma aparente "erupção" de meia hora que ocorreu no pico central da cratera Alphonsus [en] usando um telescópio refletor de 48 polegadas equipado com um espectrômetro. Durante esse tempo, os espectros obtidos mostraram evidências de bandas de emissão gasosa brilhante devido às moléculas C2 e C3.[42] Ao expor seu segundo espectrograma, ele notou "um aumento acentuado no brilho da região central e uma cor branca incomum". Depois, "de repente, o brilho começou a diminuir" e o espectro resultante era normal.

- Em 19 de novembro de 1958, Raymond J. Stein, de Newark, observou uma mudança na sombra da cratera Alpetragius [en].[43]

- Em 23 de dezembro de 1958, observadores gregos da Lua notaram uma coloração esverdeada na cratera Schickard.[44]

### 1961-1970
- Em 29 de outubro de 1963, dois cartógrafos do Centro de Informações e Cartas Aeronáuticas, James Clarke Greenacre e Edward M. Barr,[45] no Observatório Lowell, em Flagstaff, Arizona, registraram manualmente fenômenos de cores vermelha, laranja e rosa muito brilhantes no lado sudoeste da Cobra Head; uma colina a sudeste do Vale de Schroter [en]; e a borda interior sudoeste da cratera Aristarchus.[46][47] Esse evento provocou uma grande mudança de atitude em relação aos relatórios de fenômenos lunares transitórios. De acordo com Willy Ley: "A primeira reação nos círculos profissionais foi, naturalmente, de surpresa e, logo após a surpresa, seguiu-se uma atitude apologética, com as desculpas sendo dirigidas a um grande astrônomo morto há muito tempo, Sir William Herschel."[48] Uma anotação de Winifred Cameron [en] afirma: "Essa e suas observações de novembro deram início ao interesse moderno e à observação da Lua."[49] A credibilidade de suas descobertas se originou da reputação exemplar de Greenacre como cartógrafo impecável, e não de qualquer evidência fotográfica.

- Na noite de 1 e 2 de novembro de 1963, alguns dias após o evento de Greenacre, no Observatório de Pic du Midi de Bigorre, nos Pirenéus franceses, Zdeněk Kopal [en][50] e Thomas Rackham[51] tiraram as primeiras fotografias de uma "luminescência lunar de área ampla".[52] Seu artigo na Scientific American transformou o evento em um dos mais amplamente divulgados eventos de fenômenos lunares transitórios.[53] Kopal, como outros, argumentou que as Partículas Energéticas Solares poderiam ser a causa de tal fenômeno.[54]

- Em 16 de julho de 1964, o membro da AAVSO Thomas A. Cragg (1927-2011) observou uma "colina temporária lançando uma sombra" de 3 km de diâmetro a sudeste da cratera Ross D no Mare Tranquillitatis.[25]

- Em 15 de novembro de 1965, a equipe da Trident Engineering Associates, Inc., Annapolis, Md. observou, por meio do dispositivo Moon-Blink, um fenômeno de cor que durou pelo menos quatro horas.[55]

- Em 30 de abril e 1º de maio de 1966, Peter Sartory, Patrick Moore, P.Ringsdore, T.J.C.A.Moseley e P.G.Corvan observaram uma aparência de cor avermelhada em forma de cunha na parte leste do piso da cratera Gassendi [en].[56]

- Em 1967, T.J.C.A.Moseley, do Observatório de Armagh, registrou um clarão na área da cratera Parrot [en].[57]

- Em 1968, J.C.McConnell relatou que a parede nordeste da cratera Posidonius parecia enevoada e obscurecida; o restante da cratera estava claramente visível.[57]

- Em 13 de abril de 1968, durante o eclipse da Lua, Winifred Cameron, do Goddard Space Flight Center da NASA, notou muitos pontos semelhantes a estrelas na Lua. Eles foram vistos por um grupo de observadores que a acompanhavam.[57]

- K.E.Chilton: "Às vezes, a luz é polarizada em áreas da Lua. Na noite de 18 de setembro de 1968, eu estava observando a cratera Gauss [en] por meio de um filtro polaroid para reduzir o brilho. A parede leste da cratera não era visível; quando o filtro foi girado, a parede apareceu, indicando que a área estava refletindo luz polarizada. Embora a mesma área tenha sido examinada desde então, esse fenômeno não foi notado novamente".[57]

- Em 31 de outubro de 1968, K. E. Chilton observou um brilho de cor vermelha na cratera Eratosthenes. O brilho durou 5 ou 6 minutos e depois desapareceu na obscuridade.[57]

- Durante a missão Apollo 11 em julho de 1969, Houston comunicou por rádio à Apollo 11: "Temos uma observação que vocês podem fazer se tiverem algum tempo lá em cima. Foram registrados alguns eventos lunares transitórios nas proximidades de Aristarchus". Os astrônomos de Bochum, na Alemanha Ocidental, observaram um brilho intenso na superfície lunar - o mesmo tipo de luminescência misteriosa que intrigou os observadores da Lua durante séculos. O relatório foi transmitido a Houston e, em seguida, aos astronautas. Neil Armstrong respondeu: "Olá, Houston. Estou olhando para o norte, na direção de Aristarchus, e não posso dizer a essa distância se estou realmente olhando para Aristarchus, mas há uma área que está consideravelmente mais iluminada do que a área ao redor. Ela tem - parece ter uma leve quantidade de fluorescência, pois uma cratera pode ser vista, e a área ao redor da cratera é bastante brilhante."[58]

### 1971-1980
- Durante a missão Apollo 17 em dezembro de 1972, o piloto do módulo lunar Harrison Schmitt observou um fenômeno brilhante semelhante a um flash ao norte da cratera Grimaldi [en] enquanto estava em órbita ao redor da Lua.[59]

- Enquanto estava em órbita, o piloto do módulo de comando da Apollo 17, Ronald Evans, notou um flash luminoso a leste do Mare Orientale.[59]

- Em setembro de 1973, o autor holandês de livros sobre fenômenos misteriosos Hans van Kampen e um amigo (Van Cleef) observaram perto da cratera Linné um ponto de luz brilhante que ficou visível por quase dois minutos.[60]

### 1981-1990
- Em 27 de dezembro de 1982, o observador lunar britânico Harold Hill notou a ausência da cratera principal (Nasmyth A) no assoalho da cratera Nasmyth [en]. Um fenômeno semelhante foi observado por P. Wade em 8 de dezembro de 1981.[61]

- Em 1º de janeiro de 1983, Harold Hill notou uma aparência brilhante incomum da cratera Furnerius A perto da pronunciada cratera Furnerius [en] no terminador noturno.[62]

- Em 29 de janeiro de 1983, vários membros da British Astronomical Association (BAA) observaram brilho anormal e coloração arroxeada na cratera Torricelli B, a norte-nordeste da cratera Torricelli [en], em forma de pera, no Sinus Asperitatis [en].[63]

- Em 29 de outubro de 1983, Harold Hill observou um brilho anormal na colina ao norte da cratera Kirch [en].[64]

- Em 28 de dezembro de 1985, Harold Hill observou um brilho extraordinário na seção média da parede interna leste da cratera Peirescius [en].[62]

- Em 1º de abril de 1988, Harold Hill notou áreas rosadas margeando a borda norte da camada de lava perto da cratera Lichtenberg em Oceanus Procellarum.[15]

### 1991-2000
- Em 1992, Audouin Dollfus, do Observatório de Paris, relatou características anômalas no piso da cratera Langrenus usando um telescópio de um metro. Embora as observações na noite de 29 de dezembro de 1992 tenham sido normais, na noite seguinte foram registradas características de albedo e polarização excepcionalmente altas que não mudaram de aparência durante os seis minutos de coleta de dados.[65] Observações três dias depois mostraram uma anomalia semelhante, mas menor, na mesma vizinhança. Embora as condições de visualização para essa região estivessem próximas do especular, argumentou-se que a amplitude das observações não era consistente com uma reflexão especular da luz solar. A hipótese preferida foi a de que isso era consequência da dispersão da luz de nuvens de partículas suspensas no ar resultantes de uma liberação de gás. O piso fraturado dessa cratera foi citado como uma possível fonte do gás.[66]

### Sem data informada
- Johann Hieronymus Schröter viu certa vez, por um curto período de tempo, no lado escuro, perto das crateras Agrippa e Godin [en], um pequeno ponto de luz.[67]

- J. Adams observou em duas ocasiões, perto do nascer do sol, quando o interior da planície murada da cratera Plato estava cheio de sombras, que dois feixes de luz atravessavam dois terços do piso a partir da parede oeste, parecendo holofotes; eles eram paralelos e bem definidos, e tinham a aparência de passar por um leve vapor que repousava na superfície.[68]

- Harold Hill: "Vários observadores afirmaram no passado que as encostas internas da formação da cratera Young [en] têm um tom ou brilho esverdeado, quase translúcido, quando vistas no terminador noturno."[69]

- Patrick Moore: "Há uma faixa escura no assoalho da cratera Fracastorius [en] que tem um tom levemente avermelhado e é detectável com um dispositivo Moon-Blink."[18]

- O astrônomo amador americano David Barcroft (1897-1974) viu a cratera Timocharis "cheia de vapor e muito indistinta perto da lua cheia".[70]

- O astrônomo espanhol José Comas y Solá viu certa vez a cratera Reiner "como uma mancha branca quando deveria estar bem definida".[70]

- T. W. Webb recomendou a cratera Cichus [en] (na parte leste de Palus Epidemiarum) para um estudo mais detalhado. Em Cichus, uma pequena cratera parecia ter se tornado maior em comparação com as representações anteriores de Schröter e Mädler.[71]

## Explicações
As explicações para os fenômenos lunares transitórios se enquadram em quatro classes: desgaseificação, eventos de impacto, fenômenos eletrostáticos e condições de observação desfavoráveis.

### Desgaseificação
Alguns fenômenos lunares transitórios podem ser causadas por gases que escapam de cavidades subterrâneas. Esses eventos gasosos supostamente exibem uma tonalidade avermelhada distinta, enquanto outros aparecem como nuvens brancas ou uma névoa indistinta. A maioria dos fenômenos lunares transitórios parece estar associada a crateras fraturadas no assoalho, às bordas dos mares lunares ou a outros locais associados pelos geólogos à atividade vulcânica. Entretanto, esses são alguns dos alvos mais comuns quando se observa a Lua, e essa correlação pode ser um viés de observação.
Em apoio à hipótese da desgaseificação, os dados do espectrômetro de partículas alfa do Lunar Prospector indicam a recente desgaseificação de radônio na superfície. Em particular, os resultados mostram que o gás radônio estava emanando da vizinhança das crateras Aristarchus e Kepler durante o período dessa missão de dois anos. Essas observações poderiam ser explicadas pela difusão lenta e visualmente imperceptível do gás para a superfície ou por eventos explosivos discretos. Em apoio à desgaseificação explosiva, foi sugerido que uma região de aproximadamente 3 km de diâmetro da superfície lunar foi "recentemente" modificada por um evento de liberação de gás. Acredita-se que a idade dessa característica seja de cerca de 1 milhão de anos, sugerindo que fenômenos tão grandes ocorrem com pouca frequência.

### Eventos de impacto
Eventos de impacto estão ocorrendo continuamente na superfície lunar. Os eventos mais comuns são aqueles associados a micrometeoritos, como os que podem ser encontrados durante chuvas de meteoros. Os flashes de impacto desses eventos foram detectados em observações múltiplas e simultâneas baseadas na Terra. Existem tabelas de impactos registrados por câmeras de vídeo desde 2005, muitos dos quais estão associados a chuvas de meteoros. Além disso, nuvens de impacto foram detectadas após a queda da espaçonave SMART-1 da ESA, da Sonda de Impacto Lunar da Índia e da LCROSS da NASA. Os eventos de impacto deixam uma "cicatriz" visível na superfície, que pode ser detectada pela análise de fotos de antes e depois com resolução suficientemente alta.

### Fenômenos eletrostáticos

Oito imagens individuais tiradas de um vídeo da cratera lunar Clavius, mostrando o efeito da atmosfera da Terra em imagens astronômicas.

Foi sugerido que os efeitos relacionados à carga ou descarga eletrostática podem ser responsáveis por alguns dos fenômenos lunares transitórios. Uma possibilidade é que os efeitos eletrodinâmicos relacionados ao fraturamento de materiais próximos à superfície possam carregar quaisquer gases que possam estar presentes, como vento solar implantado ou produtos radiogênicos de decaimento. Se isso ocorresse na superfície, a descarga subsequente desse gás poderia dar origem a fenômenos visíveis da Terra. Como alternativa, foi proposto que o carregamento triboelétrico de partículas dentro de uma nuvem de poeira transportada por gás poderia dar origem a descargas eletrostáticas visíveis da Terra. Finalmente, a levitação eletrostática da poeira perto do terminador poderia dar origem a alguma forma de fenômeno visível da Terra.

### Condições de observação desfavoráveis
É possível que muitos fenômenos transitórios não estejam associados à Lua em si, mas possam ser resultado de condições de observação desfavoráveis ou de fenômenos associados à Terra. Por exemplo, alguns fenômenos transitórios relatados são para objetos próximos à resolução dos telescópios empregados. A atmosfera da Terra pode gerar distorções temporais significativas que podem ser confundidas com fenômenos lunares reais (um efeito conhecido como seeing). Outras explicações não lunares incluem a visualização de satélites em órbita da Terra e meteoros ou erros de observação.

## Status debatido dos fenômenos lunares transitórios
O problema mais significativo que os relatos de fenômenos lunares transitórios enfrentam é que a grande maioria deles foi feita por um único observador ou em um único local na Terra (ou ambos). A grande quantidade de relatos de fenômenos transitórios ocorridos no mesmo local na Lua poderia ser usada como prova de sua existência. Entretanto, na ausência de relatos de testemunhas oculares de vários observadores em vários locais na Terra para o mesmo evento, esses relatos devem ser considerados com cautela. Conforme discutido acima, uma hipótese igualmente plausível para alguns desses eventos é que eles sejam causados pela atmosfera terrestre. Se um evento fosse observado em dois locais diferentes da Terra ao mesmo tempo, isso poderia ser usado como evidência contra uma origem atmosférica.
Uma tentativa de superar os problemas acima com os relatórios de fenômenos transitórios foi feita durante a missão Clementine por uma rede de astrônomos amadores. Vários eventos foram relatados, dos quais quatro foram fotografados antes e depois pela espaçonave. No entanto, a análise cuidadosa dessas imagens não mostra diferenças perceptíveis nesses locais. Isso não implica necessariamente que esses relatos tenham sido resultado de erro de observação, pois é possível que os eventos de desgaseificação na superfície lunar não deixem uma marca visível, mas também não é encorajador para a hipótese de que esses fenômenos lunares sejam autênticos.
Atualmente, as observações estão sendo coordenadas pela Association of Lunar and Planetary Observers (Associação de Observadores Lunares e Planetários) e pela British Astronomical Association (Associação Astronômica Britânica) para reobservar locais onde fenômenos lunares transitórios foram relatados no passado. Ao documentar a aparência dessas características sob as mesmas condições de iluminação e libração, é possível avaliar se alguns relatos se devem simplesmente a uma interpretação errônea do que o observador considerou uma anormalidade. Além disso, com imagens digitais, é possível simular a dispersão espectral atmosférica, o borrão de visão astronômica e a dispersão de luz pela nossa atmosfera para determinar se esses fenômenos poderiam explicar alguns dos relatos originais de fenômenos lunares transitórios.

## Literatura
- William R. Corliss: Mysterious Universe, A Handbook of Astronomical Anomalies (The Sourcebook Project, 1979).

- William R. Corliss: The Moon and the Planets, A Catalog of Astronomical Anomalies (The Sourcebook Project, 1985).

- Thomas William Webb: Celestial Objects for Common Telescopes, Volume 1: The Solar System (Dover Publications, 1962).

- Valdemar Axel Firsoff: The Old Moon and the New (Sidgwick & Jackson – London, 1969).

- A.J.M.Wanders: Op Ontdekking in het Maanland (Het Spectrum, 1949).

- Harry de Meyer: Maanmonografieën (Vereniging Voor Sterrenkunde, VVS, 1969).

- Patrick Moore: New Guide to the Moon (W.W.Norton & Company, 1976).

- Harold Hill: A Portfolio of Lunar Drawings (Cambridge University Press, 1991).

- Don E. Wilhelms: To a Rocky Moon, a Geologist's History of Lunar Exploration (The University of Arizona Press, 1993).

- William Sheehan; Thomas Dobbins (2001). Epic Moon: A History of Lunar Exploration in the Age of the Telescope. [S.l.]: Willmann-Bell. pp. 363. ISBN 0-943396-70-0

- Patrick Moore, On the Moon, Cassel & Co., 2001, ISBN 0-304-35469-4.